# Atrachea sordida
Atrachea sordida là một loài bướm đêm trong họ Noctuidae.